# Аріанна Ерріго
Аріанна Ерріго (італ. Arianna Errigo, 6 червня 1988) — італійська фехтувальниця, олімпійська чемпіонка.

## Виступи на Олімпіадах
| Олімпіада           | Дисципліна           | Місце |
| ------------------- | -------------------- | ----- |
| Лондон 2012         | індивідуальна рапіра | 2     |
| Лондон 2012         | командна рапіра      | 1     |
| Ріо-де-Жанейро 2016 | індивідуальна рапіра | 9     |
| Токіо 2020          | індивідуальна рапіра | 5     |
| Токіо 2020          | командна рапіра      | 3     |
| Париж 2024          | індивідуальна рапіра | 5     |
| Париж 2024          | командна рапіра      | 2     |

## Зовнішні посилання
- Аріанна Ерріго на сайті FIE (англійська)
- Аріанна Ерріго на сайті European Fencing Confederation (англійська)
- Аріанна Ерріго на сайті Olympics.com (англійська)
- Аріанна Ерріго на сайті Olympedia (англійська)
- Аріанна Ерріго на сайті Italian Olympic Committee (італійська)